# SC Braga B
Sporting Clube de Braga B – drugi zespół portugalskiego klubu piłkarskiego SC Braga grający w trzeciej lidze portugalskiej, mający siedzibę w mieście Braga.

## Stadion
Domowe mecze klub rozgrywa na stadionie o nazwie Estádio Primeiro de Maio w Bradze, który może pomieścić 28800 widzów, ale na meczach Bragi B jest ona ograniczona do 5000.

## Skład na sezon 2015/2016
| Nr | Poz. | Piłkarz           |
| -- | ---- | ----------------- |
| 42 | OB   | Vasco Coelho      |
| 43 | OB   | Bruno Wilson      |
| 44 | OB   | Artur Jorge       |
| 45 | NA   | Ogana Louis       |
| 46 | PO   | Mamadou N'Diaye   |
| 50 | PO   | Joca              |
| 55 | OB   | Núrio Fortuna     |
| 56 | NA   | Fabián Cuero      |
| 57 | PO   | Emmanuel Oti      |
| 60 | OB   | José Gomes        |
| 62 | NA   | Francisco Trincão |
| 66 | OB   | Pedro Monteiro    |
| 70 | NA   | Simãozinho        |
| 71 | BR   | José Costa        |
| 72 | OB   | Thales            |

| Nr | Poz. | Piłkarz         |
| -- | ---- | --------------- |
| 73 | OB   | Pedro Eira      |
| 74 | OB   | Gonçalo Silva   |
| 75 | PO   | Xadas           |
| 76 | BR   | Tiago Sá        |
| 79 | PO   | Didi            |
| 80 | PO   | Nené            |
| 81 | NA   | Ailton          |
| 84 | PO   | João Gamboa     |
| 85 | PO   | Chidi Osuchukwu |
| 88 | NA   | William Pottker |
| 94 | BR   | Tiago Pereira   |
| 96 | PO   | Pedro Alves     |
| 97 | NA   | Lucas Ferrugem  |
| 98 | NA   | Onyeka Osemene  |
| 99 | NA   | Carlos Fortes   |

## Trenerzy w historii klubu
- Toni (1999–2001)
- António Caldas (2001–październik 2005)
- Micael Sequeira (październik 2005–czerwiec 2006)
- Artur Jorge (maj 2012–październik 2012)
- Toni (październik 2012–maj 2013)
- José Alberto Costa (czerwiec 2013–luty 2014)
- Bruno Pereira (luty 2014–czerwiec 2014)
- Fernando Pereira (czerwiec 2014–luty 2015)
- Abel Ferreira (luty 2015–kwiecień 2017 )